# Город в огне (фильм, 1979)
«Го́род в огне́» (англ. City On Fire) — художественный фильм 1979 года совместного производства Канады и США, фильм-катастрофа, снятый режиссёром Элвином Ракоффом. Фильм был снят при участии «всех звёзд», что было традицией того времени. Главные роли в этом фильме исполнили Лесли Нильсен, Барри Ньюмен, Генри Фонда, Сьюзан Кларк, Ава Гарднер и Шелли Уинтерс.
Фильм был частично финансирован канадской государственной компанией «Телефильм Канады». Бюджет фильма был ограниченным, поэтому при съёмках пожара были использованы кадры из уже существующих фильмов, фотохроник и выпусков новостей. Сами события фильма частично отражают позорное городское бедствие в Техасе в 1947 году.
Премьера фильма состоялась 29 августа 1979 года а в Канаде, а двумя днями позже в США. Фильм стал неудачным и принёс убытки создавшей его компании: он имел ограниченный прокат в США — сборы от показа составили всего $784,181. Внимание к картине было снова привлечено в 1989 году благодаря телевизионному комедийному сериалу Таинственный театр 3000 года, транслировавшему забытые фильмы прошлого в эпизодах. Пример эпатажного фильма-катастрофы, снятого в стилистике B movie.

## Сюжет
Благодаря коррумпированному мэру города Уильяму Дадли, нефтеперерабатывающий завод построен прямо в центре небольшого населённого пункта и без соблюдения норм безопасности. Большинство зданий в городе из-за экономии возведены из огнеопасных материалов. Сотрудника завода Германа Стовера уволили вместо ожидаемого повышения. Он в отместку нарушает нормальный технологический режим завода, приводя его к аварийному режиму а затем открывает кран и спускает в ливневую канализацию бензин, который спустя некоторое время воспламеняется, тем самым поджигая завод, в итоге пламя охватывает весь город. Жители города пробуют бороться с огнём или убежать от него. Пламя подбирается к местной больнице. Проворовавшаяся администрация города не обеспечила медицинское учреждение необходимым и персоналу приходится принимать тысячи пострадавших. Пока жители города во главе с шефом пожарных Альбертом Рисли и главврачом госпиталя Фрэнком Уитмэном с риском для жизни борются с пламенем, Дадли пытается извлечь личную выгоду в сложившейся ситуации.

## В ролях
- Барри Ньюмен — доктор Фрэнк Уитмэн
- Сьюзан Кларк — Диана Брукхурст-Лаутрек
- Шелли Уинтерс — медсестра Андреа Харпер
- Лесли Нильсен — мэр Уильям Дадли
- Джеймс Франсискус — Джимбо
- Ава Гарднер — Мэгги Грэйсон
- Генри Фонда — шеф Альберт Рислей
- Джонатан Велш — Герман Стовер
- Ричард Донат — капитан Харрисон Рислей
- Мэвор Мур — Джон О’Брайан
- Дональд Пилон — доктор Мэтвик
- Хилари Лабоу — миссис Адамс
- Кен Джеймс — Эндрю
- Сек Линдер — член совета Пэлей
- Терри Хэйг — Терри Джеймс

## Другие названия
- Cité en feu
- Città in fiamme
- Stadt in Flammen
- Emergencia
- O mavros hrysos ekdikeitai tin poli
- Kaupunki liekeissä